# Fudōshin

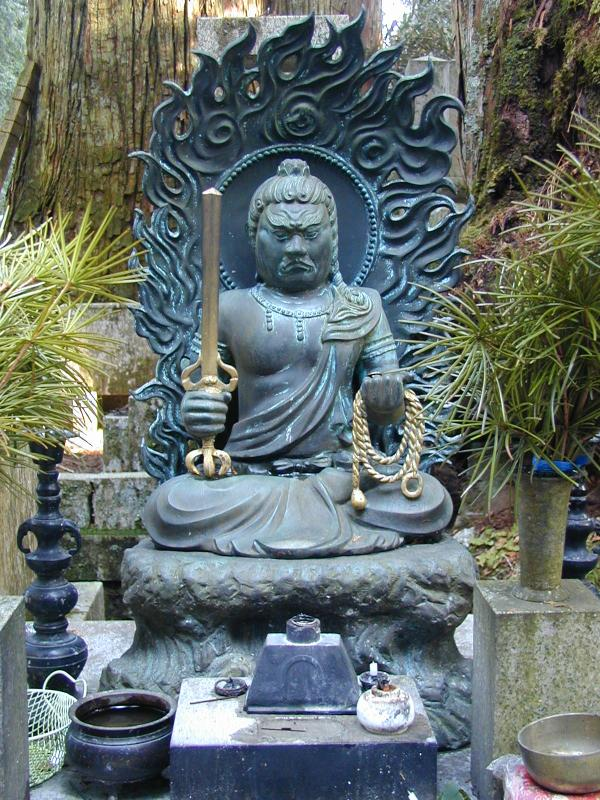
Sitzfigur des Fudō Myō-ō, skr. Acala (Kōyasan, Oku-no-in)

Fudōshin (jap. 不動心; wörtlich etwa: Gelassenheit, Unerschütterlichkeit) bezeichnet einen ruhigen, aufmerksamen und wachsamen Bewusstseinszustand hoher Konzentration. Über die Budō-Künste kam der Ausdruck nach Europa. Fudōshin setzt sich zusammen aus fudō (unbeweglich, starr) und shin (Geist, Bewusstsein, Herz).
Die so bezeichnete Geisteshaltung soll in der Kampfkunst (vgl. auch Kampfsport) helfen, Konflikte schon in ihrem Entstehen zu erkennen und zu bereinigen beziehungsweise schon die Bedingungen für Konflikte auszuräumen.
Fudōshin bezieht sich auch auf den buddhistische Gottheit Fudō Myō-ō (不動明王). Diese wird meist mit einem Schwert in der einen und einem Tau in der anderen Hand dargestellt. Dadurch entsteht eine Konnotation zu den buddhistischen Idealen der Weisheit (Schwert) und des Mitgefühls (Tau). Fudōshin als geistige Haltung zu etablieren, bedeutet deshalb, sich ohne Preisgabe ethischer Grundsätze wechselnden Umständen anpassen zu lernen.
In der Budō-Szene werden gerne Dōjōs Namen mit Fudoshin gegeben. 